# Каноника (Болоња)
Каноника (итал. Canonica) је насеље у Италији у округу Болоња, региону Емилија-Ромања.
Према процени из 2011. у насељу је живело 13 становника. Насеље се налази на надморској висини од 124 м.